# Tim Howard
Timothy Matthew Howard (født 6. marts 1979) er en amerikansk tidligere professionel fodboldspiller, som spillede som målmand i sin karriere.

## Klubkarriere

### Imperials og MetroStars
Howard begyndte sin karriere med North Jersey Imperials i 1997-98 sæsonen. Han skiftede i 1998 til MLS-holdet New York MetroStarts. Han blev herefter en fast mand på MetroStars holdet, og blev i 2001 sæsonen kåret som årets målmand i MLS.

### Manchester United
Howard skiftede i juli 2003 til Manchester United. Howard spillede som fast mand i sin første sæson i klubben. Hans anden sæson var dog skuffende, og som resultat af en række fejl fra Howard, blev han sat på bænken til fordel for Roy Carroll. Det lykkedes aldrig Howard at vinde førstevalgspladsen tilbage, især ikke efter at United i sommeren 2005 hentede Edwin van der Sar.

### Everton
Howard skiftede i juli 2006 til Everton på en lejeaftale. Efter en imponerende sæson på lån, så blev skiftet gjort permanent i februar 2007. Han var i med det samme fast mand på Everton holdet, og spillede den 8. november 2008 sin kamp nummer 100 for klubben.
I løbet af 2011-12 scorede han et mål, da et langt udspark, takket være en meget stærk vind, fløj hele vejen ned til modstanderens mål, og hoppede over Bolton-målmand Ádám Bogdán. Howard nægtede at fejre målet, da han ikke synes det var retfærdigt overfor Bogdán, som ikke stod en chance som resultat af den stærke vind imod ham.
Hans imponerende statistik med at have spillet i 210 Premier League kampe i steg, som strakte tilbage til september 2007, kom til sin ende i marts 2013 som resultat af en skade til sin finger. Han var kun 3 kampe for at slå Evertons klubrekord på 212 kampe i streg, sat af Neville Southall.
Howard forsatte i rollen som førstevalgsmålmand frem til februar 2016, hvor som resultat af flere skader og en række dårlige kampe, blev sat på bænken til fordel for Joel Robles. Han forlod Everton i marts af samme år efter at have spillet mere end 400 kampe for klubben på tværs af alle turneringer.

### Colorado Rapids
Howard vendte hjem til USA, da han i marts 2016 skiftede til Colorado Rapids. Han spillede for Rapids frem til slutningen af 2019 sæsonen, hvor han annoncerede at han gik på pension.

### Memphis 901
Howard vendte i marts 2020 kortvarigt tilbage som spiller, da han spillede for Memphis 901 FC, hvor han arbejder som sportsdirektør til dagligt. Han spillede 6 kampe i 2020 sæsonen, før han gik tilbage til sin rolle som sportsdirektør.

## Landsholdskarriere

### Ungdomslandshold
Howard har repræsenteret USA på flere ungdomsniveauer.

### Seniorlandshold
Howard debuterede for USA's landshold den 10. marts 2002. Efter at have spillet som back-up til Kasey Keller ved VM i 2006, blev Howard fra 2007 og fremad USA's førstevalgsmålmand. Han spillede den 7. juni 2014 sin landskamp nummer 100.
Den 1. juli 2014 i ottendedelsfinalen ved VM 2014 imod Belgien lavede Howard 15 redninger i en enkelt kamp, hvilke satte en ny rekord for flest redninger i en kamp ved verdensmesterskaberne nogensinde. Det var dog ikke nok, da USA tabte kampen 2-1.

## Titler
Manchester United
- FA Cup: 1 (2003-04)
- Football League Cup: 1 (2005-06)
- FA Community Shield: 1 (2003)

USA
- CONCACAF Gold Cup: 2 (2007, 2017)

Individuelle
- MLS Årets målmand: 1 (2001)
- MLS All-Star: 3 (2001, 2002, 2017)
- PFA Premier League Årets hold: 1 (2003-04)
- Årets fodboldspiller i USA: 2 (2008, 2014)
- FIFA Confederations Cup Turneringens målmand: 1 (2009)
- CONCACAF Årets mandelige målmand: 3 (2013, 2014, 2015)
- CONCACAF Årets hold: 1 (2015)